# Кох, Вольдемар
Вольдемар Отто Кох (нем. Woldemar Koch; 19 января 1902, Харьков — 17 февраля 1983, Тюбинген) — немецкий экономист русского происхождения.

## Обучение
Родился в Харькове в семье купца.
После окончания школы он изучал политэкономию в университетах Берлина и Кёнигсберга. В 1926 году в Кенигсберге он получил ученую степень доктора.
С 1936 года Кох работал приват-доцентом экономики в университете Кельна. В 1939 году он перешел в Friedrich-Wilhelms-Universität в Берлине. В период нацизма он был также сотрудником научного совета института AWI Немецкого рабочего фронта (DAF).
А в 1943 году В. Кох занял должность профессора в Национал-социалистическом императорском университете в Познани.
В 1950 году В. Кох начал работать профессором экономики Свободного университета Берлина. В 1954 году он переехал в город Тюбинген, где также занимал должность профессора Тюбингенского университета.
Позже избран членом Научного Совета при федеральном Министерстве экономики и технологий
В 1970 году ушел в отставку. В. Кох сделал значительный вклад для развития экономики и особенно финансовой науки Германии.

## Семья
В. Кох в 1936 году женился на Джоанне Вальсдорф нем. Johanna Walsdorff. У них родилось двое детей.
В. Кох умер в 1983 году в возрасте 81 года в Тюбингене.

## Публикации
- "Die bol'sevitischen Gewerkschaften: Eine herrschaftssoziologische Studie, Dissertation," Mitzlaff, Rudolstadt, 1926
- "Die Staatswirtschaft des Faschismus," G. Fischer, Jena, 1935
- "Kommunismus und Individualismus: wirtschaftstheoretische Argumente," Mohr, Тюбинген, 1949
- "Die Bedeutung der theoretischen Ökonomie für die allgemeine Soziologie," Antrittsvorlesung, Mohr, Тюбинген, 1955